# Condado de Breathitt
O Condado de Breathitt é um dos 120 condados do estado americano de Kentucky. A sede do condado é Jackson, e sua maior cidade é Jackson. O condado possui uma área de 1 283 km² (dos quais 0 km² estão cobertos por água), uma população de 16 100 habitantes, e uma densidade populacional de 13 hab/km² (segundo o censo nacional de 2000). O condado foi fundado em 1839. O condado proíbe a venda de bebidas alcoólicas.